# Сандра Сиснерос
Сандра Сиснерос (на английски: Sandra Cisneros) е американо-мексиканска поетеса и писателка, авторка на произведения в жанровете драма, лирика и детска литература.

## Биография и творчество
Сандра Сиснерос е родена на 20 декември 1954 г. в Чикаго, Илинойс, САЩ. Произхожда от мексиканско семейство, което работи и живее в САЩ. Единствена дъщеря с шест братя. Получава бакалавърска степен по английска филология от Университета Лойола в Чикаго през 1976 г. През 1978 г. получава магистърска степен по изящни изкуства – творческо писане от работилница за писатели към университета на Айова. След дипломирането си работи като учител на отпаднали от Латинската младежка гимназия в Чикаго, а след това като администратор в Университета Лойола. Заедно с работата си пише поезия и проза.
Първият ѝ сборник с поезия „Bad boys“ (Лоши момчета) е издаден през 1980 г.
Първият ѝ роман „Къщата на улица Манго“ е издаден през 1991 г. Главна героиня в трийсетината миниатюри в него е Есперанса Кордеро, мексикано-американско момиче, растящо в мизерен квартал на Чикаго, което се опитва след навършване на пълнолетие да ce премести на по-хубаво място за по-добър живот. Чрез нея писателят описва какво е състоянието на отритнатите от обществото, срамът и самобичуването, че не си достатъчно добър. Романът става бестселър и литературна новина, и е удостоен с Американската награда за книга. Той е сред произведенията, които определят т.нар. „чикано литература“, създавана в САЩ от автори c мексикански корени.
След издаването на романа преподава творческо писане в Калифорнийския университет в Бъркли, в Мичиганския университет Ан Арбър и в Университета на Ню Мексико. Впоследствие е писател резидент в университета „Дева Мария от езерото“ в Сан Антонио, Тексас.
В произведенията си изследва живота на работническата класа и латиноамериканците. За тях е удостоена със стипендия на Фондация Макартур през 1995 г. и Тексаския медал за изкуства през 2003 г. На 22 септември 2016 г. получава Националния медал на CAЩ за изкуство за приноса ѝ в американския разказ, връчен ѝ от президента Барак Обама. Получава почетната степен „доктор хонорис кауза“от Държавният университет в Ню Йорк, Университет Лойола, Университет ДеПол; и от Университета на Северна Каролина в Чапъл Хил.
Тя е основател през 1995 г. на фондация „Макондо“, сдружение на писатели, обединени да подпомагат недостатъчно обслужвани общности (www.macondofoundation.org) и на Фондация „Alfredo Cisneros del Moral“, в която работи.
Сандра Сиснерос живее в Сан Мигел де Алиенде, Мексико.

## Самостоятелни романи
- The House on Mango Street (1991)
Къщата на улица „Манго“, сп. „Съвременник“ (2003), прев. Нели Константинова
Къщата на улица Манго, изд. „Лист“ (2016), прев. Стефан Русинов
на български са издадени отделно и частите от романа: Един наш хубав ден, Лоши по рождение, Рафаела, която пие кокосов сок във вторниците, Клошари в мансардата, Красива и жестока, С Алиша разговаряме на стъпалата пред Една, сп. „Словото днес“ (2008), прев. Нели Константинова
- Caramelo, or, Puro cuento (2002)
- Bravo Bruno (2011)
- Puro Amor (2018)

### Сборници
- Bad boys (1980) – поезия
- My Wicked Wicked Ways (1987) – поезия
- Woman Hollering Creek and Other Stories (1991)
- Loose Woman (1994) – поезия
- Vintage Cisneros (2004)

### Детска литература
- Hairs/Pelitos (1994)
- Have You Seen Marie? (2012)

### Документалистика
- A House of My Own: Stories from My Life (2015) – автобиография, награда на Американския ПЕН клуб

### Екранизации
- ?? The House on Mango Street – тв сериал, 1 епизод, изпълнителен продуцент